# Силамае
Сиљамае (ест. Sillamäe, рус. Силламяэ) је седмо по величини градско насеље Естоније. Налази у североисточном делу Естоније. Град је и поред величине није управно средиште округа Ида-Виру, којем припада.
Сиљамае се простире се на 10,54 km² и према попису из 2004. године у њему је живело 16.567 становника. 85% градског становништва су Руси, што је највиши постотак у Естонији.
Због лоших односа месних Руса и Естонаца град је већ годинама у озбиљној привредној кризи. Томе доприноси и изразита индустријска прошлост карактер града.